# فيليب كنيجفيتش
فيليب كنيجفيتش (بالصربية: Filip Knežević)‏ هو لاعب كرة قدم صربي في مركز نصف الجناح، ولد في 8 نوفمبر 1991 في كرالييفو في صربيا. شارك مع منتخب صربيا تحت 21 سنة لكرة القدم. أما مع النوادي، فقد لعب مع نادي بارتيزان.

## وصلات خارجية
- فيليب كنيجفيتش على موقع الاتحاد الأوربي (الإنجليزية)
- فيليب كنيجفيتش على موقع قاعدة بيانات كرة القدم.إي يو (الإنجليزية)
- فيليب كنيجفيتش على موقع Soccerbase.com (لاعب) (الإنجليزية)
- فيليب كنيجفيتش على موقع Soccerway.com (الإنجليزية)
- فيليب كنيجفيتش على موقع AS.com (الإسبانية)